# Secchia
El Secchia és un riu del nord d'Itàlia afluent del riu Po des del sud. Té les característiques d'un torrent de muntanya.

## Història
El seu nom antic era Secia. Estava situat a la Gàl·lia Cispadana i va rebre el nom del Pons Secies, una estació o taverna de la via Emília a 8 km de Mutina. Plini el Vell l'anomena Gabellus.
Valerià I l'any 259 va restaurar un pont sobre el riu, com diu una inscripció, anomenat Pons Seculae.

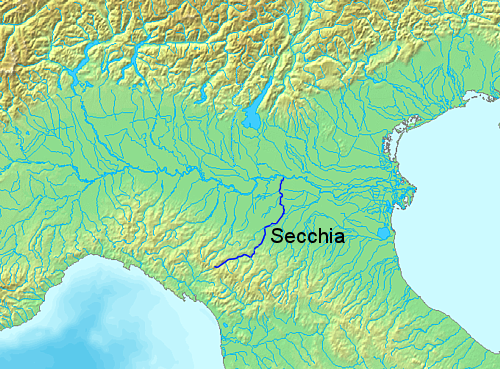
Localització del riu Secchia

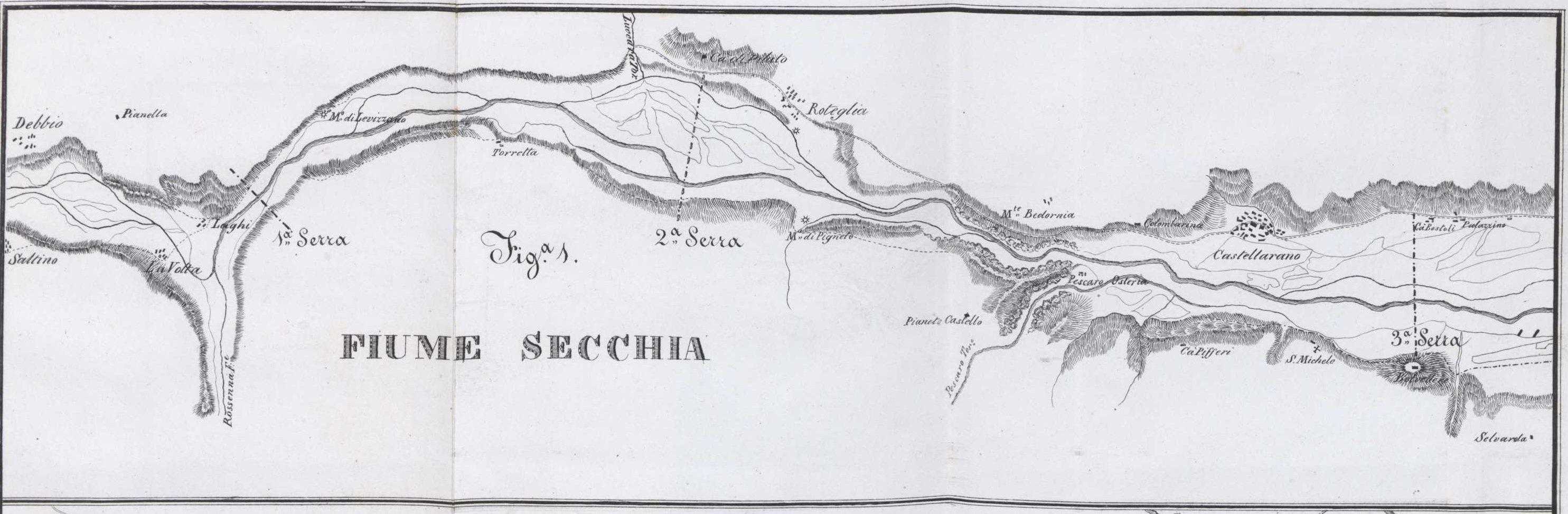
Secchia, 1847

.